# Greg Lauren
Greg Lauren Dana Smith (ur. 6 stycznia 1970 w Nowym Jorku) – amerykański aktor, artysta malarz i projektant mody.
Wystąpił w roli Bretta Nelsona, byłego trenera piłki nożnej, który umawiał się z Niną (Tricia Cast) w operze mydlanej CBS Żar młodości (The Young and the Restless, 1998–1999).

## Życiorys

### Wczesne lata
Urodził się w Nowym Jorku jako syn Susan Lauren i Jerry’ego Laurena, wicedyrektora wykonawczego projektów mody męskiej. Jest siostrzeńcem projektanta mody Ralpha Laurena. W 1991 ukończył studia na Uniwersytecie Princeton z tytułem licencjata z historii sztuki.

### Kariera
Po ukończeniu studiów przeniosła się do Los Angeles, aby spróbować sił w aktorstwie. Na małym ekranie pojawił się po raz pierwszy w operze mydlanej Melrose Place (1994). Napisał scenariusz, wyprodukował i zagrał w filmie Marca Forestera Leżaki (Loungers, 1995). Dostał kilka innych małych ról w filmach kinowych, w tym w filmie fantasy Batman Forever (1995) czy komedii romantycznej Powiedz tak (The Wedding Planner, 2001) z Jennifer Lopez. 
Odniósł sukces jako artysta malarz sprzedający swoje obrazy za piętnaście tysięcy dolarów takim gwiazdom jak Renée Zellweger, Demi Moore, Cuba Gooding Jr. czy Ben Stiller.
Stworzył wszystkie ubrania dla  Chrisa Martina do teledysku Coldplay „Magic” (2014) i kostium dla Shailene Woodley do filmu Zbuntowana (2015).

## Życie prywatne
W kwietniu 2000 związał się z aktorką Elizabeth Berkley, którą poślubił 1 listopada 2003 w Esperanza Resort w Cabo San Lucas w Meksyku. Berkley oficjalnie zmieniła nazwisko na Elizabeth Berkley Lauren; jednak wciąż używa nazwiska panieńskiego. 5 marca 2012 roku, Berkley ogłosiła, że spodziewa się pierwszego dziecka latem. Berkley 8 dni przed swoimi 40. urodzinami, 20 lipca 2012 urodziła syna Sky Cole’a.

## Filmografia

### Filmy
- 1994: Przyjaciel Dorothy (A Friend of Dorothy) jako Matt
- 1995: Skalpel (Sawbones) jako Richard Klein
- 1995: Batman Forever jako Aide
- 1995: Leżaki (Loungers) jako Conrad
- 1995: Chwila śmierci (The Little Death) jako Sąsiad
- 1996: Twelve jako wujek Mick
- 1996: Czas zabijania (A Time to Kill) jako Taylor
- 1997: Boogie Nights jako młody ogier
- 1997: Batman i Robin (Batman & Robin) jako członek gangu motocyklowego
- 1999: What Angels Fear jako Kevin Bochelli
- 1999: Zagadka proroka (The Prophet's Game) jako detektyw James
- 2001: The Learning Curve jako Todd
- 2001: Przyjaciele i rodzina (Friends and Family) jako Stephen Torcelli
- 2001: Powiedz tak (The Wedding Planner) jako Keith Richmond
- 2002: Hitters
- 2002: Czas strachu (Time of Fear) jako detektyw Steve Benton

### Filmy TV
- 2000: The Disciples jako Mick Partridge
- 2001: The Elevator jako Charles

### Seriale TV
- 1994: Melrose Place jako miły chłopak
- 1994-96: Jedwabne pończoszki (Silk Stalkings) jako Jeffrey Ventnor
- 1997: Between Brothers jako Billings
- 1997: Kancelaria adwokacka (The Practice) jako mąż Myry
- 1997: Biuro (Working) jako Greg
- 1998: V.I.P.
- 1998: Diagnoza morderstwo (Diagnosis Murder) jako Freddie
- 1998-99: Żar młodości (The Young and the Restless) jako Brett Nelson
- 2001: Pasadena jako Steve Chasen